# 세계 샹치 선수권 대회
세계 샹치 선수권 대회(World Xiangqi Championship)는 세계 샹치 연맹(WXF)이 주최하며 1991년부터 2년마다 개최되고 있다. 첫 대회는 1990년 싱가포르에서 열렸다.

## 우승자 목록
| #  | 연도 | 개최지     | 남자      | 여자              | 비중국인               |
| -- | ---- | ---------- | --------- | ----------------- | ---------------------- |
| 1  | 1990 | 싱가포르   | 뤼친      | 테오 심 화        | 윈스턴 윌리엄스        |
| 2  | 1991 | 쿤밍시     | 자오 궈룽 | 후 밍             | 윈스턴 윌리엄스        |
| 3  | 1993 | 베이징시   | 쉬 톈훙   | 후 밍             | 마이 타인 민           |
| 4  | 1995 | 싱가포르   | 뤼친      | 황 위잉           | 보 반 호앙 퉁          |
| 5  | 1997 | 홍콩       | 뤼친      | 린 예             | 마이 타인 민           |
|    |      |            |           |                   | 비중국인 및 비베트남인 |
| 6  | 1999 | 상하이시   | 쉬인촨    | 진 하이잉         | 쇼시 가즈하루          |
| 7  | 2001 | 마카오     | 뤼친      | 왕 린나 가오 이핑 | 아일랜드 콘            |
| 8  | 2003 | 홍콩       | 쉬인촨    | 궈 리핑           | 쇼시 가즈하루          |
| 9  | 2005 | 파리       | 뤼친      | 궈 리핑           | 아일랜드 콘            |
| 10 | 2007 | 마카오     | 쉬인촨    | 우 샤             | 쇼시 가즈하루          |
| 11 | 2009 | 신타이시   | 자오 신신 | 요우 잉친         | 이완 세티아완          |
| 12 | 2011 | 자카르타   | 장 촨     | 탕단              | 아일랜드 콘            |
| 13 | 2013 | 후이저우시 | 왕톈이    | 탕단              | 크리슈나 상키르탄      |
| 14 | 2015 | 뮌헨       | 정웨이퉁  | 왕 린나           | 쇼시 가즈하루          |
| 15 | 2017 | 마닐라     | 왕톈이    | 탕단              | 요프 나뷔르스          |
| 16 | 2019 | 밴쿠버     | 쉬 차오   | 지아 단           | 쇼시 가즈하루          |
| 17 | 2022 | 쿠칭       | 왕톈이    | 쭤원징            |                        |

## 같이 보기
- 마인드 스포츠의 세계 선수권 대회 목록
- 월드 마인드 게임